# Отрадное (озеро)
Отра́дное — озеро на Карельском перешейке, в Приозерском районе Ленинградской области.

## Название
До 1948 года озеро называлось «Пюхяярви» (фин. Pyhäjärvi), что в переводе с финского языка означает «святое озеро».

## География

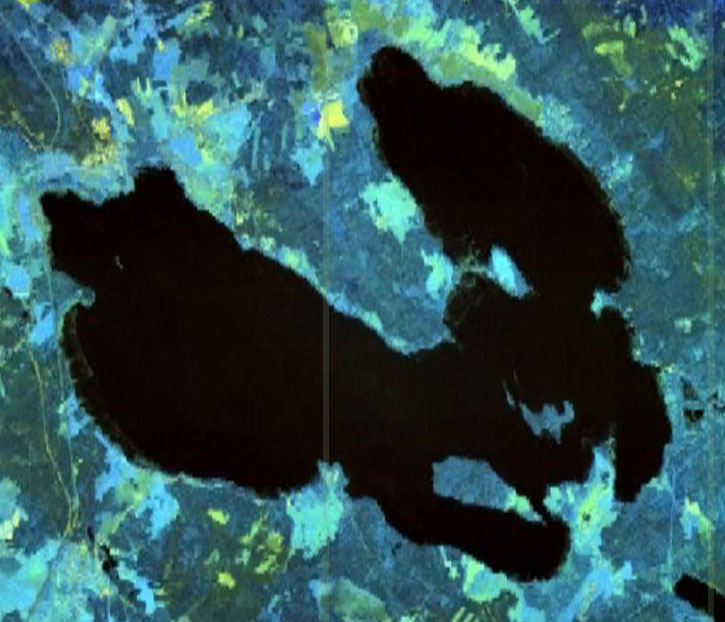
Снимок озера из NASA World Wind

Отрадное — одно из самых больших озёр Карельского перешейка, его площадь составляет 72,6 км². Длина — 7 км, средняя глубина — 4 метра, наибольшая — 28.
На озере имеется пять островов, наиболее крупные — Барсуковый и Тройной.
На полуострове в северной части озера располагались опытные поля Ботанического института им. Комарова.
На берегу озера находятся посёлки Плодовое, Солнечное, Кутузовское, Яблоновка, Отрадное, а также несколько баз отдыха.
По западному берегу озера проходит Приозерское шоссе и железная дорога Санкт-Петербург — Хийтола, на берегу озера находится железнодорожная станция Отрадное, в 1,5 км к югу от озера — платформа Суходолье.

## Гидрология
На западе из озера вытекает река Пионерка, соединяющая его с Комсомольским озером. Через Пионерку возможно прохождение байдарочного маршрута до Лосева.

## Животный мир
В озере водятся лещ, плотва, ёрш, окунь, сиг, щука, судак и язь.